# Thanatus altimontis
Thanatus altimontis là một loài nhện trong họ Philodromidae.
Loài này thuộc chi Thanatus. Thanatus altimontis được Willis J. Gertsch miêu tả năm 1933.